# نای‌یو سای‌یون
نای‌یو سای‌یون (Naio ssaion) یک گروه موسیقی اسلوونیایی است که در سال ۲۰۰۳ تشکیل شده‌است. اما اعضای آن از سال ۱۹۹۹ به صورت‌های دیگری نیز با یکدیگر بودند. در بهار سال ۲۰۰۴ این گروه در مسابقهٔ گروه‌های موسیقی جدید سال ۲۰۰۴ در اتریش شرکت کرده و مقام اول مسابقات را بدست آورد. همین نتیجه در سپتامبر ۲۰۰۴ در مسابقات ایتالیا نیز تکرار شد.

## اعضا
- Barbara Jedovnicky : وکال
- Rok Kolar : ویولن الکتریک
- Tine čas : گیتار
- Luka Verdnik : گیتار
- Lenart Jerabek : بیس
- Mitja Melanšek - mic : درام

## آلبوم‌ها
- Numedia - ۲۰۰۴
- Out Loud - ۲۰۰۵